# Вулиця Степана Олійника (Київ)
Ву́лиця Степа́на Олі́йника — вулиця в Дарницькому районі міста Києва, житловий масив Позняки. Пролягає від вулиці Ревуцького до глухого кута.

## Історія
Вулиця виникла в кінці 1980-х років. Сучасна назва на честь українського поета-гумориста Степана Олійника — з 1990 року.